# Ludvig af Østrig (1784-1864)
Ærkehertug Ludvig af Østrig (13. december 1784 – 21. december 1864) var en østrigsk ærkehertug, general og politiker. Han var søn af  den Tysk-romerske kejser Leopold 2. og yngre bror til kejser Frans 2..

## Biografi
Ludvig blev født den 13. december 1784 i Firenze i Toscana som den ellevte søn af den daværende Storhertug Peter Leopold af Toscana i hans ægteskab med Infantinde Maria Ludovika af Spanien, datter af kong Karl 3. af Spanien. Hans far var en yngre søn af Maria Theresia af Østrig og den Tysk-romerske kejser Frans 1. Stefan. Leopold havde ved faderens død i 1765 arvet storhertugdømmet Toscana, som han regerede, indtil han i 1790 blev Tysk-romersk kejser som Leopold 2. ved storebroderen kejser Josef 2.'s død. 
Ludvig voksede op med sine mange søskende ved faderens hof i Toscana. I en tidlig alder trådte han ind i den østrigske hær og blev snart forfremmet til feltmarskal-løjtnant. I 1809 blev han udnævnt til kommandant for det femte armékorps og deltog som sådan i slagene ved Abensberg, Landshut og Ebersberg i april og maj, hvorefter han opgav sine post.
Han viste også politiske evner ved at repræsentere sin storebror, Kejser Frans 1. ved flere lejligheder. I broderens testamente blev han udnævnt til at være leder af Statskonferencen fra 1836 til 1848, der kontrollerede regeringen på vegne af Kejser Ferdinand. Ærkehertug Ludvig var en tilhænger af Metternichs politik og støttede enevælden.
Ærkehertug Ludvig trak sig tilbage efter Martsrevolutionen i 1848. Han levede herefter i stilhed i Wien, hvor han døde den 21. december 1864. Han blev begravet i Kejserkrypten i Kapucinerkirken i Wien. Hans hjerte blev begravet separat og opbevares i hjertekrypten i Loretokapellet i Augustinerkirken i Wien.

## Eksterne links
- Wikimedia Commons har flere filer relateret til Ludvig af Østrig (1784-1864)